# Яново (Любуське воєводство)
Яново (пол. Janowo, нім. Janau) — село в Польщі, у гміні Пщев Мендзижецького повіту Любуського воєводства.
Населення — 68 осіб (2011).
У 1975-1998 роках село належало до Гожовського воєводства.

## Демографія
Демографічна структура станом на 31 березня 2011 року:
|          | Загалом | Допрацездатний вік | Працездатний вік | Постпрацездатний вік |
| -------- | ------- | ------------------ | ---------------- | -------------------- |
| Чоловіки | 32      | 10                 | 22               | 0                    |
| Жінки    | 36      | 10                 | 19               | 7                    |
| Разом    | 68      | 20                 | 41               | 7                    |